# ドラコケンタウロス
ドラコケンタウロス（コンパイル時代：DRACO CENTAUROS / DRACO CENTAUR、セガ時代：Draco Centauros）は、コンパイルのコンピューターゲーム『魔導物語』・『ぷよぷよ』シリーズの登場人物である。

## 概要
半竜半人の少女であり、「ドラコケンタウロス」とはドラゴンのケンタウロス（半人半獣の種族）を意味する種族名であり、『ぷよぷよ』シリーズ等で登場する者の個人名は不明である。
アルルのライバルを自称しており、ことあるごとに「美少女コンテスト」で勝負しようとする。
活発で負けん気が強く、非常に威勢がいい。さっぱりした性格で、セリリのように女々しい者を嫌う。蹴り技が得意。8月2日生まれの16歳である。
初登場はMSX2版『魔導物語3』のザコ敵（当初のゲーム中表記は字数制限でドラコケンタロス）で、『ぷよぷよ』シリーズに登場して人気が出たことで一個人としてのキャラクターが独立していった。
『ぷよぷよ〜ん』では、GBC版以外の特技は「ドラコバーニング」、GBC版の特技は「ダイエット」。『ぷよぷよBOX』の「ごちゃまぜぷよぷよ」では、「よ〜ん」スタイルの敵キャラとして登場するときの特技は「スプリット」であり、また「ビーストドラコ」という色違いキャラと共に登場している。
セガグループ（セガゲームス、セガ・インタラクティブ）が製作したぷよぷよシリーズでは、『ぷよぷよ7』から登場しており、美少女コンテストに情熱を燃やすなど、コンパイル時代とほぼ同様の設定である。
略称はドラコまたはドラケ。

## 各作品での活躍
『アルル漫遊記』（DS13号）では式鬼として登場。『ぷよぷよSUN』では「やさしい」ルートにおいて主人公として登場する一方、「ふつう」ルートでは一番手で登場している。『魔導師の塔』（DS16号）では3階の試験官、『わくぷよ』ではファイアーマウンテンのボスを担当している。『ぷよぷよ〜ん』のストーリーでは勝利後に仲間になる（GBC版を除く）。

### セガ製作のぷよぷよでのドラコケンタウロス
- タイプ：「自力で連鎖タイプ」[3] / テーマ曲：Let's play with a rival!（「ライバルとあそぼう」のアレンジ）

セガのぷよぷよシリーズでは、『ぷよぷよ7』から登場しており、『ぷよぷよ!!』『eスポーツ』『テトリス2』を除き、全て隠しキャラクターとなっている。
『ぷよぷよ7』ではアルル（ダークアルル）に美少女コンテストがあるとだまされ、ネス湖に来ている（ウィッチ、ハーピーも同様にネス湖に訪れている）。
『ぷよぷよ!! Puyopuyo 20th anniversary』では同じく角の生えたリデルに「お姉様」と呼ばれ、慕われていた。本人は悪気が無いまま、素直な性格故にひと騒動起こしたり、他人の騒動に巻き込まれたりしている。
『ぷよぷよテトリス』では、とある惑星でぷよぷよとテトリスが混ざり合う事件の犯人探しをしていたりんご達と遭遇するが、この時点では相当な空腹状態に陥っていたため、オーを饅頭と間違えて食べようとする。別れた後は同じ惑星で迷っていたリデルと再会するも、幻と勘違いを受け、幻でないことを証明するためにテトリスでチャレンジに挑んだ。

## 容姿
普段はチャイナドレスを着ている。初期のコンパイル作品では『ぷよぷよSUN』までの多くの作品で「羽の色は赤、尻尾は緑」であることが多かったが、PC98版『魔導物語2』と『ぷよぷよ7』では「羽と尻尾の両方とも赤系統」の配色である他、『ぷよぷよ〜ん』、『ぷよぷよBOX』のぷよぷよ〜んスタイルとビーストドラコ、『ぷよぷよ!!』以降の多くの作品では「羽と尻尾の両方とも緑」にほぼ統一されている。特に『BOX』収録の「ぷよぷよクエスト」では、初戦のドラコの羽の色は赤だが、後に衣装を変えて再戦するドラコはマップ上のグラフィックも含め羽が緑に変化しているというパワーアップのような演出になっている。

## 担当声優
- 水谷優子 - PCE版『ぷよぷよCD』、PCE版『ぷよぷよCD通』
- 西原久美子 - 『ぷよぷよ の〜てんSPECIAL』
- 姫月あやめ - 『ぷよぷよSUN』、『わくわくぷよぷよダンジョン』、SS版『魔導物語』、GBC版『ぽけっとぷよぷよ〜ん』、『たいぷdaぷよぷよ』、『みんなでぷよぷよ』、ディスクステーション収録ムービー
- 三浦智子 - 『ぷよぷよ〜ん』
- 名塚佳織 - 『ぷよぷよ7』、『ぷよぷよ!!』、『ぷよぷよ!!クエスト』、『ぷよぷよテトリス』、『ぷよぷよクロニクル』、『ぷよぷよテトリス2』、『けものフレンズ3』[4]
- ウェンディ・リー  - 『Puyo Puyo Tetris2』（英語版）[5]

名塚佳織は、「ぷよぷよフェスタ2012」において、気の強いドラコケンタウロスを演じるたびにのどに負担がかかったと述べつつも、「いっくよー！」といった憧れのセリフをマイクの前で言えてうれしかったとも話している。

## 他作品へのゲスト出演
セガのiOS/Android用アプリ『共闘ことばRPG コトダマン』におけるぷよぷよシリーズとのコラボレーションでは、他のキャラクターたちとともにゲスト出演している。
また、同社の別作品「けものフレンズ3」では、ウィッチとともにゲスト出演している。

## 反響

### 反響（コンパイル時代）
| 回     | 対象号 | 結果 | 備考                                               | 注     |
| ------ | ------ | ---- | -------------------------------------------------- | ------ |
| 第1回  | 7号    | 5位  | 『なぞぷよ』にて登場                               | [ 8 ]  |
| 第2回  | 8号    | -    | アンケートはがきの不備により実施できず             | [ 9 ]  |
| 第3回  | 9号    | 6位  | 『魔導四五六』にて登場                             | [ 10 ] |
| 第4回  | 10号   | -    | 登場作品なし                                       | [ 11 ] |
| 第5回  | 11号   | -    | 登場作品なし                                       | [ 12 ] |
| 第6回  | 12号   | 10位 | 『魔導物語 はちゃめちゃ期末試験』にて登場          | [ 13 ] |
| 第7回  | 13号   | 圏外 | 『アルル漫遊記』にて登場                           | [ 14 ] |
| 第8回  | 14号   | 14位 | 『ルルーの鉄拳春休み』ほかにて登場                 | [ 15 ] |
| 第9回  | 15号   | -    | 登場作品なし                                       | [ 16 ] |
| 第10回 | 16号   | 17位 | 『魔導物語 -魔導師の塔-』にて登場                  | [ 17 ] |
| 第11回 | 17号   | 12位 | 『白熱 ! ぷよりんぴっく!』にて登場                 | [ 18 ] |
| 第12回 | 18号   | 13位 | 『セリリのはっぴーばーすでぃ』にて登場             | [ 19 ] |
| 第12回 | 19号   | 19位 | ムービーファイルにて登場                           | [ 20 ] |
| 第13回 | 20号   | -    |                                                    | [ 21 ] |
| 第14回 | 21号   | 7位  | 『SS魔導Javaゲーム』にて登場                       | [ 22 ] |
| 第15回 | 22号   | 12位 | 『魔導対戦はさむんちょ』にて登場                   | [ 23 ] |
| 第16回 | 23号   | 8位  | 『ぷよカード』にて登場                             | [ 24 ] |
| 第17回 | 24号   | 15位 | 当該号にはドラコケンタウロスの壁紙が同梱されていた | [ 25 ] |
| 第18回 | 25号   | 19位 |                                                    | [ 26 ] |
| 第19回 | 26号   | -    | 登場作品なし                                       | [ 27 ] |

セガサターン版『魔導物語』などでディレクターを務めた織田健司は、『魔導物語 ファンブック イラストレーション&アザーズ』に寄せたコメントの中で、ドラコケンタウロスがぷよぷよシリーズを通じて人気をあげていったことを認めている。また、コンパイル時代は、キーホルダーやピンバッジなどのグッズが展開されていた。

### 反響（セガ時代）
2021年に行われた『ぷよぷよ!!クエスト』8周年記念人気投票では8位にランクインした